# Nova Brezovica
Nova Brezovica (cyr. Нова Брезовица) – wieś w Serbii, w okręgu pczyńskim, w mieście Vranje. W 2011 roku liczyła 81 mieszkańców.